# راسيل وود
راسيل وود (12 ديسمبر 1929 ببرستل في المملكة المتحدة - 1 يوليو 2015) (بالإنجليزية: Russell Wood)‏ هو لاعب كريكت بريطاني. لعب مع نادي مقاطعة غلوستر للكريكت ‏.

## وصلات خارجية
- راسيل وود على موقع إي آس بي آن كريك إنفو (الإنجليزية)